# فرانك مكابي (مدرب خيول)
فرانك مكابي (بالإنجليزية: Frank McCabe)‏ هو مدرب خيول أمريكي، ولد في 10 مارس 1859 في باترسون في الولايات المتحدة، وتوفي في 26 يونيو 1924.